# 親と子のTVスクール
親と子のTVスクール（おやとこのテレビスクール）は、2004年4月10日から2008年3月16日までNHK教育テレビジョンで放送されていたテレビ番組。

## 概要
出演者が全国各地の小学校を回る。2007年度は毎月最終日曜日19:00-19:45（8月、12月は休止）、2004年4月10日から2007年3月までは、毎週土曜日10:00-10:45の放送だった。
テーマ曲はUA「グリーングリーン」。

## 出演者
- あさりど
- 麻木久仁子
- ストレッチマン

### 過去の出演者
- ちはる
- 渡辺英紀

## その他
- 2006年2月25日の放送は、できるかなの｢ノッポさん｣こと高見映とゴン太くん（パネルのみ）が出演した。なお、この回では、ノッポさんが、久しぶりに工作を行っている。